# Philippe Marché
Philippe Marché (22 juni 1962) is een Belgisch voormalig zaalvoetballer.

## Levensloop
Marché verdedigde onder meer de kleuren van ST Rekem.
Daarnaast was hij actief in het Belgisch zaalvoetbalteam. Met de Indoor Rode Duivels nam hij onder meer deel aan het wereldkampioenschap van 1989, 1992 en 1996. Alsook het Europees kampioenschap van 1996. Op het WK van 1992 werd hij vierde en op het EK van 1996 behaalde hij met de nationale equipe brons. In totaal verzamelde hij 77 caps.
Na zijn spelerscarrière werd hij actief als coach. In deze hoedanigheid was hij onder meer actief bij ST Rekem en Dison.